# Världsmästerskapen i mountainbikeorientering 2012
Världsmästerskapen i mountainbikeorientering 2012 avgjordes i Veszprem i Ungern den 20-25 augusti 2012. 

## Medaljörer

### Herrar

#### Sprint[1]
1. Tobias Breitschädel,  Österrike, 24.45
2. Marek Pospíšek,  Tjeckien, 24.47
3. Ruslan Gritsan  Ryssland, 24.59

#### Medeldistans[1]
1. Samuli Saarela,  Finland, 50.49
2. Anton Foliforov,  Ryssland, 51.42
3. Jan Svoboda,  Tjeckien, 51.46

#### Långdistans[1]
1. Ruslan Gritsan,  Ryssland, 1:30.41
2. Juho Saarinen,  Finland, 1:30.57
3. Samuel Pökälä  Finland, 1:31.44

#### Stafett[1]
1. Finland (Pekka Niemi, Samuli Saarela, Jussi Laurila), 2:16.04
2. Ryssland (Valeriy Gluhov, Ruslan Gritsan, Anton Foliforov), 2:16.47
3. Österrike (Bernhard Schachinger, Kevin Haselsberger, Tobias Breitschädel), 2:17.06

### Damer

#### Sprint[1]
1. Christine Schaffner-Räber,  Schweiz, 21.45
2. Emily Benham,  Storbritannien, 22.07
3. Anna Kamińska,  Polen, 22.33

#### Medeldistans[1]
1. Ursina Jäggi,  Schweiz, 46.40
2. Ingrid Stengård,  Finland, 47.35
3. Nina Hoffmann,  Danmark, 48.42

#### Långdistans[1]
1. Susanna Laurila,  Finlanf, 1:17.27
2. Ksenia Chernykh,  Ryssland, 1:17.50
3. Marika Hara,  Finland, 1:19.15

#### Stafett[1]
1. Finland (Marika Hara, Ingrid Stengård, Susanna Laurila), 2:15.12
2. Schweiz (Maja Rothweiler, Ursina Jäggi, Christine Schaffner-Räber), 2:17.31
3. Slovakien (Daniela Trnovcová, Stanislava Fajtová, Hana Bajtošová), 2:26.02